# Джеймс Воргола
Джеймс Воргола (англ. James Warhola; нар. 16 березня 1955) — американський художник українського походження, який проілюстрував понад два десятки дитячих книжок з картинками з 1987 року.

## Раннє життя
Уродженець Смока, вугільнодобувного регіону в окрузі Фаєтт, штат Пенсільванія, поблизу Піттсбурга, за походженням лемко, він є сином Пола Ворголи, найстаршого брата Енді Воргола. Воргола отримав ступінь бакалавра дизайну в Університеті Карнегі-Меллона в 1977 році. З 1977 по 1980 рік він навчався в Лізі студентів мистецтв Нью-Йорка з Джеком Фарагассо, потім приватно з Майклом Авіано.

## Кар'єра
Воргола деякий час працював на Енді Воргола в журналі Interview, але залишив цю роботу, щоб стати ілюстратором наукової фантастики, про що у своєму щоденнику його дядько висловив огиду.
Будучи на початку 1980-х років ілюстратором наукової фантастики, Воргола створив обкладинки для понад 300 книг. Воргола також є одним із «Звичайної банди ідіотів» Mad, оскільки ілюструє статті та обкладинки для Mad.
Варгола був гравцем у фентезійні ігри та створював обкладинки для рольових ігор і журналів, таких як Діфферент ворлдс (Different Worlds).
Він написав і проілюстрував У дядька Енді: Чудовий візит з Енді Ворголом (Putnam, 2003) про свого дядька. Книга привернула велику увагу завдяки статті в Нью-Йорк таймс та інтерв'ю на телебаченні та NPR. Видавець запропонував такий опис:
|  | Коли Джеймс Воргола був маленьким хлопчиком, його батько мав бізнес зі збору непотребу, який перетворив їхній двір на чудову ігрову зону, яку його мати не дуже цінувала! Але щоразу, коли Джеймс і його сім'я їхали до Нью-Йорка, щоб відвідати дядька Енді, вони бачили, як "мотлох" може стати чимось справді дивовижним у руках художника... Очима Джеймса ми бачимо речі, які робили його сімейні візити незабутніми - включаючи дивовижний безлад у будинку Енді, прокидання в оточенні важливих творів мистецтва та неймовірних колекційних предметів, примірювання перук Енді, спільне господарювання в будинку Енді з його 25 котами (всіх на ім'я Сем) та отримання художнього приладдя від Енді прощальним подарунком. Джеймсу пощастило дізнатися про мистецтво від майстра-новатора, і він показує, як ці зустрічі з дядьком Енді навчили його творчому процесу і надихнули стати художником. |

Horn Book прокоментував: «У своєму дебюті як письменник Джеймс Воргола використовує розмовний стиль і дитячу точність, щоб описати один конкретний візит у 1962 році, коли Воргол нещодавно перейшов від ілюстратора до образотворчого художника. Акварельні ілюстрації сповнені деталей». Дядька Енді також рецензувала Маріанна Саккарді в Скул Лайбрері Джорнал:
|  | Воргола, племінник художника Енді Ворголи (який на початку своєї кар'єри відкинув літеру "а" зі свого прізвища), розповідає про стосунки своєї сім'ї зі знаменитим дядьком. Кілька разів на рік він, його брати і сестри та батьки дивували Енді та його матір, приїжджаючи до їхнього будинку в Нью-Йорку. Будинок Ворголи, завжди переповнений всілякими речами, включаючи 25 котів, був гігантським ігровим майданчиком для дітей. Але мати автора вважала це місце неприборканим безладом. На її запитання: "Боже, Енді, коли ти вже позбудешся цього мотлоху?", він відповідав: "Ооо, ні. Це ж мистецтво". І справді, текст Вархоли повторює тему того, що мистецтво є скрізь, істину, яку врешті-решт усвідомлює його мати. Великі акварельні ілюстрації переносять читачів у Нью-Йорк 60-х років, на вулиці, переповнені хвостатими автомобілями, палац "Автомат" і "РКО" серед будівель, що вишикувалися вздовж тротуарів, і вітрину магазину, що рекламує свинячі відбивні по $0,39 за фунт. Коробки з-під супу Campbell's, картини Мерилін Монро, Елвіса та інших зірок, а також багато інших предметів, які згодом знайшли своє місце у творчості Воргола, рясніють у його будинку, а вид на всі п'ять поверхів, з яких звідусіль визирають коти, не залишить читачів байдужими. Незважаючи на дивацтва художника, серед яких перуки та коти, в цій розповіді простежується явне захоплення автора людиною, яка надихнула його власний мистецький талант. |

У 2009 році була опублікована додаткова книга під назвою Коти дядька Енді. Це розповідала історію про те, як у двох котів Енді Воргола було двадцять п'ять кошенят і як він вирішив ситуацію, коли зрозумів, що у нього забагато котів.
Воргола працював у кількох великих видавництвах, серед яких Warner Books і Prentice Hall. Він працює консультантом Музею сучасного мистецтва Енді Воргола в Меджилабірці, Словаччина, поблизу села Микова, звідки походять предки Ворхолів.

## Особисте життя
Воргола, його дружина Мері Керролл і їхня дочка Уна Воргола живуть у Тіволі, Нью-Йорк.